# Comte de l'An mil
Pour les articles homonymes, voir An mille (homonymie).

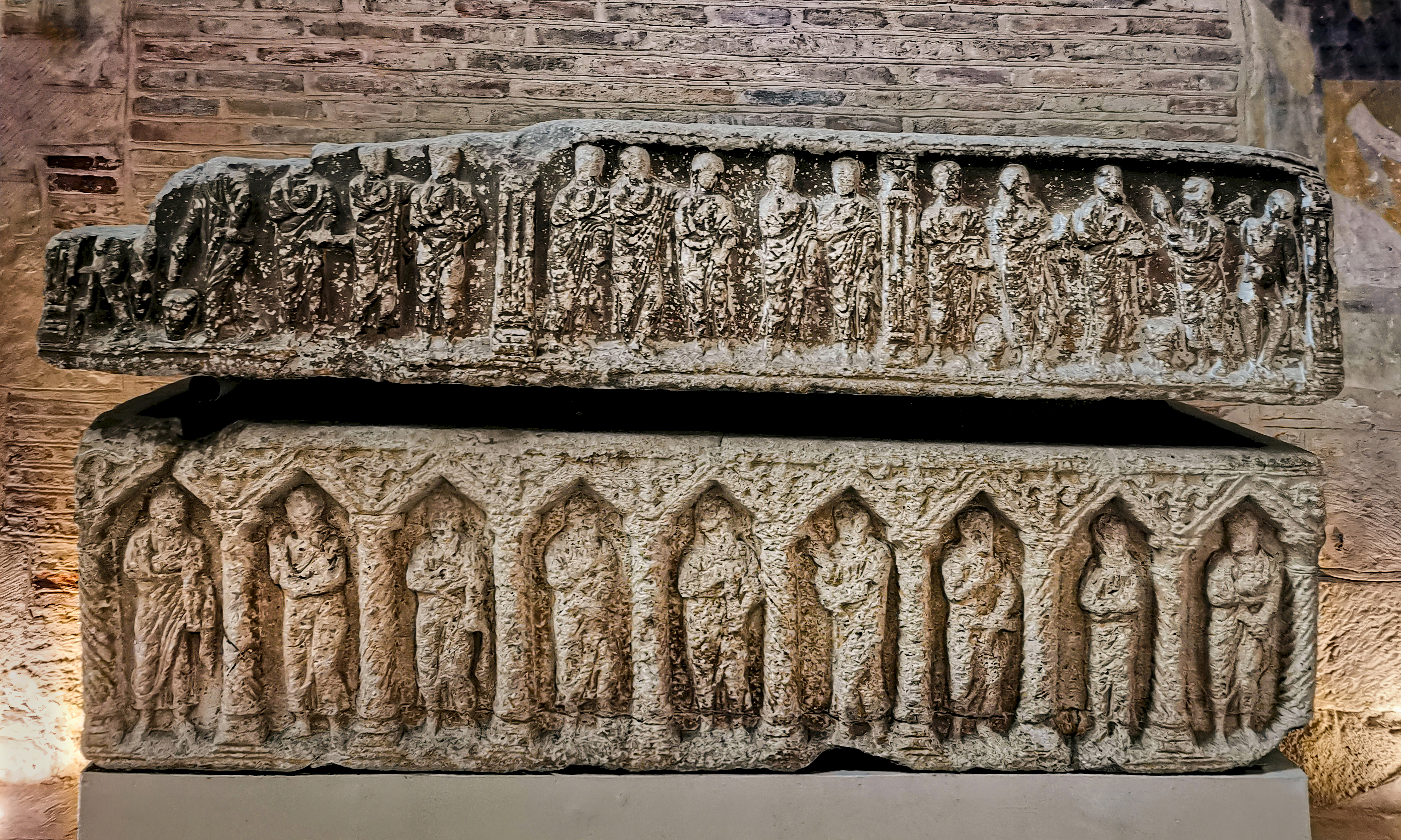
Sarcophage paléochrétien, autrefois dit « de Guillaume Taillefer », maintenant surnommé « du Comte de l'An Mil», depuis la réalisation du projet de recherche en 1989.

Le Comte de l’An mil désigne un projet de recherche multidisciplinaire fondé en 1989 à la suite de l’ouverture du principal sarcophage (dit de Guillaume Taillefer) conservé dans l’enfeu de la Porte des Comtes de la basilique Saint-Sernin de Toulouse. Ayant débuté comme une simple opération relevant de l’archéologie préventive, cette intervention a abouti à une véritable recherche programmée rassemblant une quarantaine de spécialistes de la médecine actuelle et ancienne, de l’histoire du Haut Moyen Âge, de l’archéologie et de l’histoire des textiles anciens. 
Les apports scientifiques de cette étude se sont révélés nombreux pour une meilleure connaissance du monde de l’An Mil :
- pour l’histoire des premiers comtes de Toulouse et de leurs relations avec le monde méditerranéen et la société carolingienne
- pour l’histoire de la médecine
- pour l’histoire des productions textiles et du costume du Haut Moyen Âge.

## L’histoire d’un sarcophage

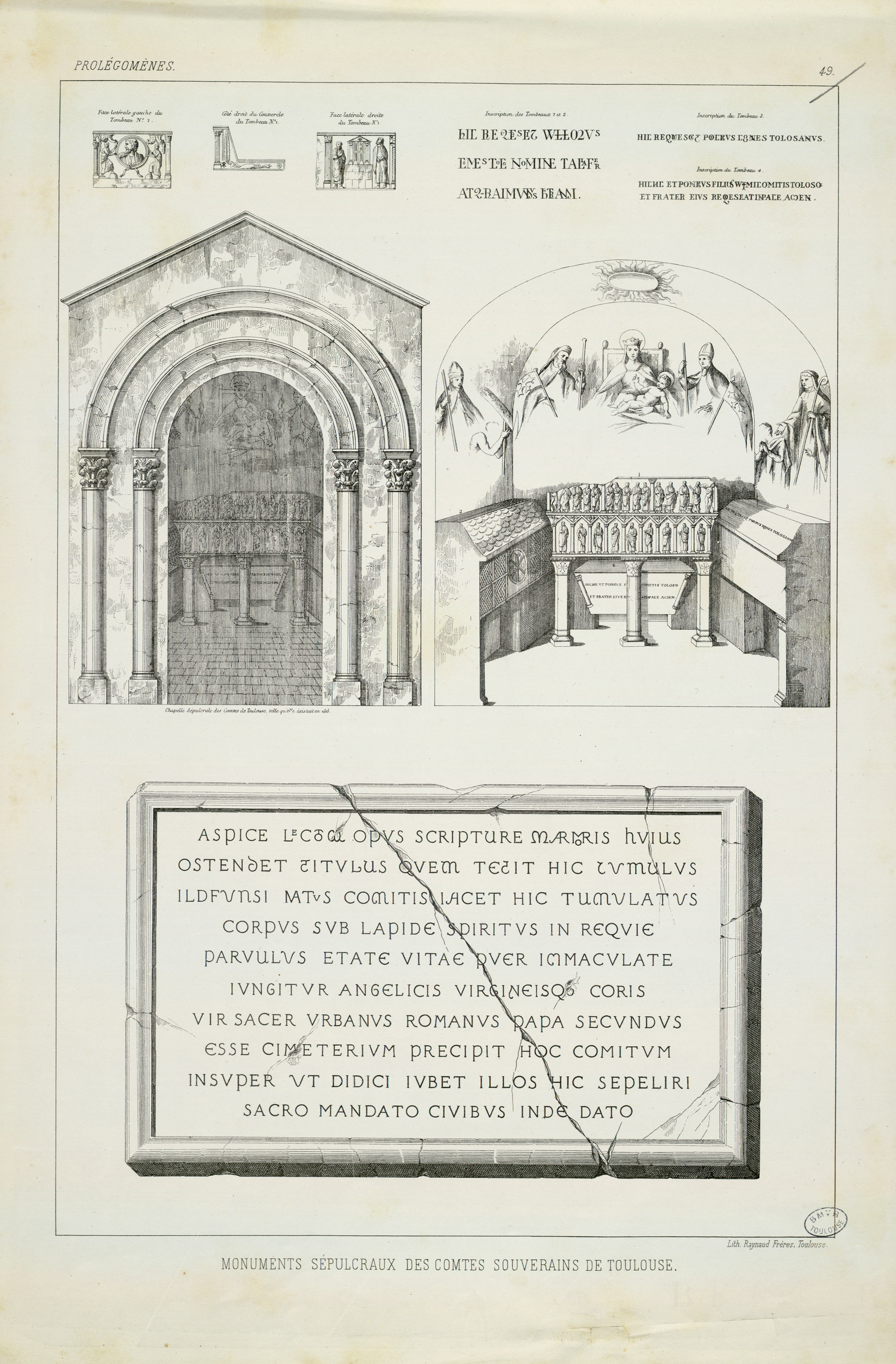
L'Enfeu des comtes et le sarcophage au début du XVIIe siècle.

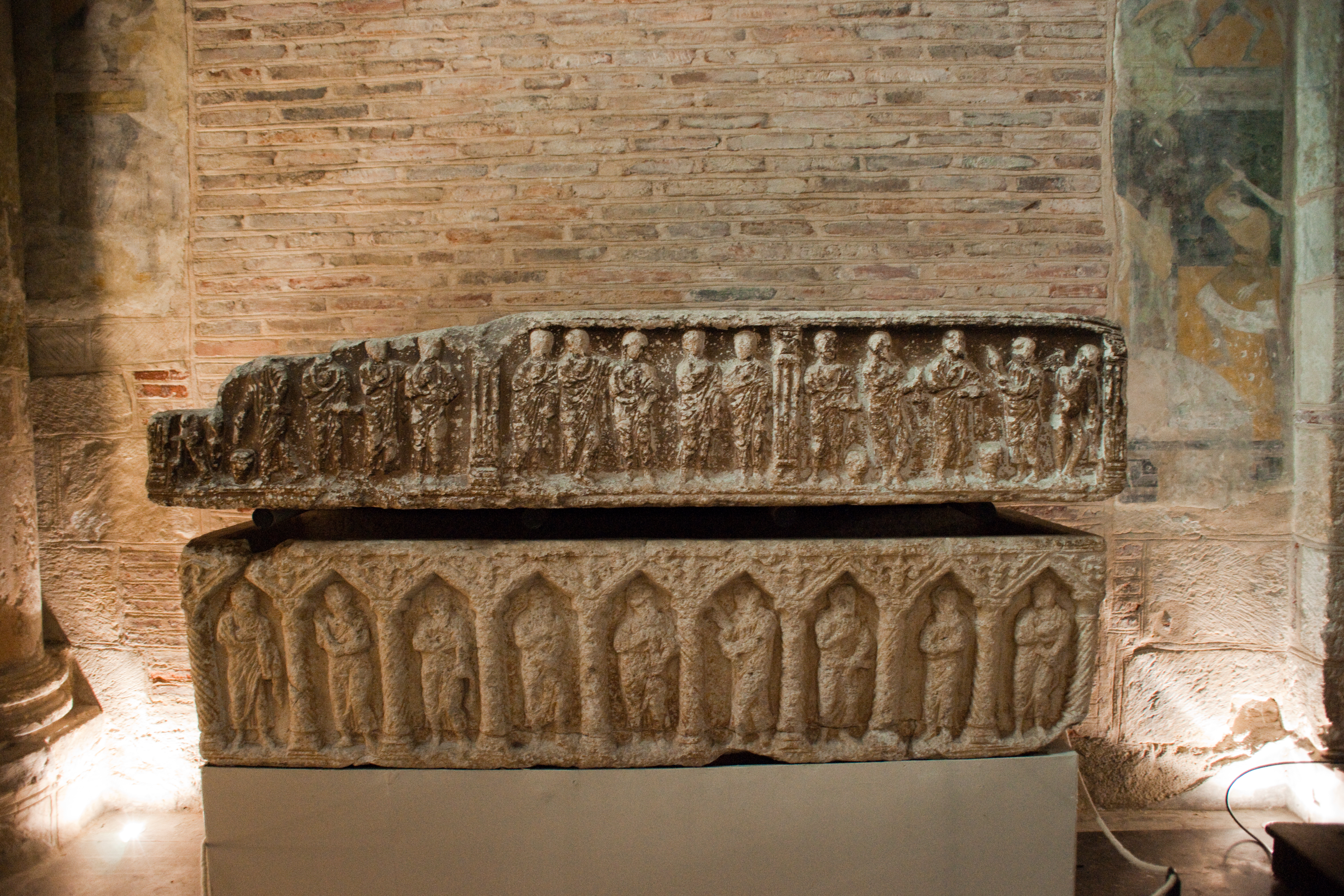
Le sarcophage.
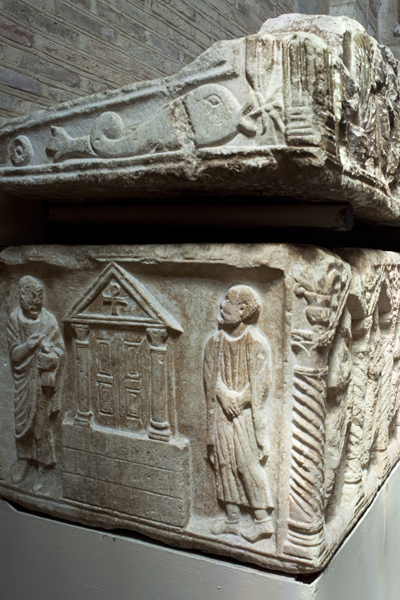
Détail du sarcophage.